# Agrafe
Un agrafe puede referirse a:
- Una grapa (o grampa), una pequeña pieza cuyos extremos se insertan y doblan para mantener a dos cosas o partes sujetas y juntas.[1]
- Un morrión, el alambre que sujeta el corcho de una botella.[1]